# Radio SRF 3
Radio SRF 3 è il terzo canale della radio svizzera pubblica di lingua tedesca, trasmette musica Pop/Rock ed è dedicata ad un pubblico giovane. È stata inaugurata nel 1983. Direttore dell'emittente è Pascal Scherrer.
Il 16 dicembre 2012 DRS 3 è diventata Radio SRF 3.

## Loghi

1993-2003[senza fonte]
Logo utilizzato fino al 2007
Logo utilizzato fino al 15 dicembre 2012
Logo attuale Radio SRF 3